# 이지젯
이지젯(영어: EasyJet)는 영국의 저비용 항공사로 항공사 중에서 일부는 전 영국항공의 계열사인 GB 에어웨이스의 지분을 인수하여 운항하는 노선도 있으며 장래에 친환경 항공기를 개발할 계획이 있는 것으로 드러난다.

## 역사
1995년 10월 18일 키프로스 출신으로 이지 그룹의 창설자인 스테리오스 하지 이오아누(영어: Stelios Haji-Ioannou)가 설립해 11월 10일부터 운항을 개시했다. 당시 예약은 인터넷과 전화가 가능했고 기내식과 음료는 유료로 하는등 서비스의 철저 효율화를 도모해 기존의 항공 회사에 비해 파격의 저렴한 운임으로 알려진 영국의 저비용 항공사로 알려져 있다.
1998년에 스위스의 전세편 항공 회사인 TEA 바젤(1988년 설립)과 프랜차이즈 계약을 맺으면서 이지젯 스위스(영어: easyJet Switzerland)로 사명이 변경되었다. 1999년 4월부터 정기편 운항을 시작했다. 이지젯 스위스는 현재 제네바에 본사를 두어 제네바 국제공항을 이용하는 최대의 항공 회사로 성장하게 되었다.
2002년에 라이벌 회사로 만난 고우 플라이를 영국항공으로부터 인수했다. 2007년 10월에 같은 영국항공의 계열사인 GB 에어웨이즈를 인수했으며 2008년 3월부터 편리하게 운항 한다고 발표했다. 그로 인해 런던 개트웍 공항의 발착 편수를 늘릴 예정으로 유럽에서 우수한 항공 회사로 성장을 보이고 있다.

## 보유 기종
- 2020년 7월 기준으로 이지젯는 다음과 같은 기종을 보유하고 있다.[1][2]

## 사진

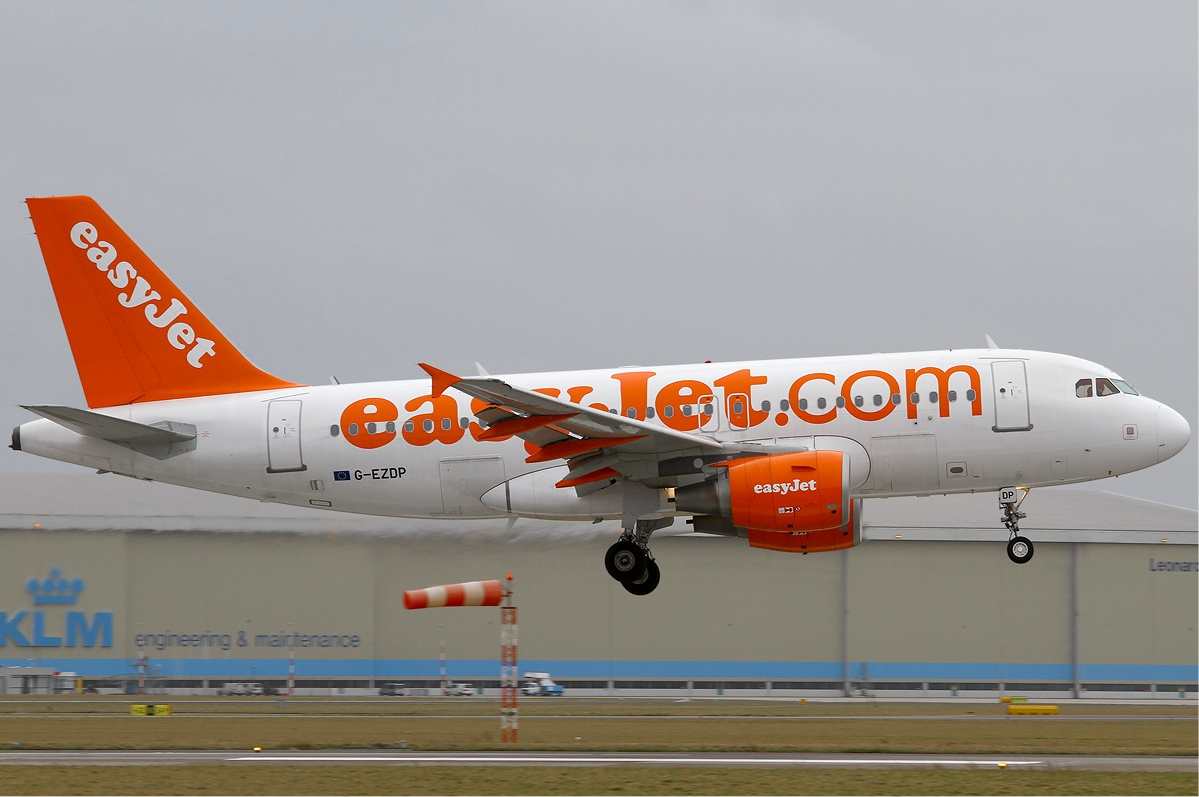
이지젯의 에어버스 A319-100
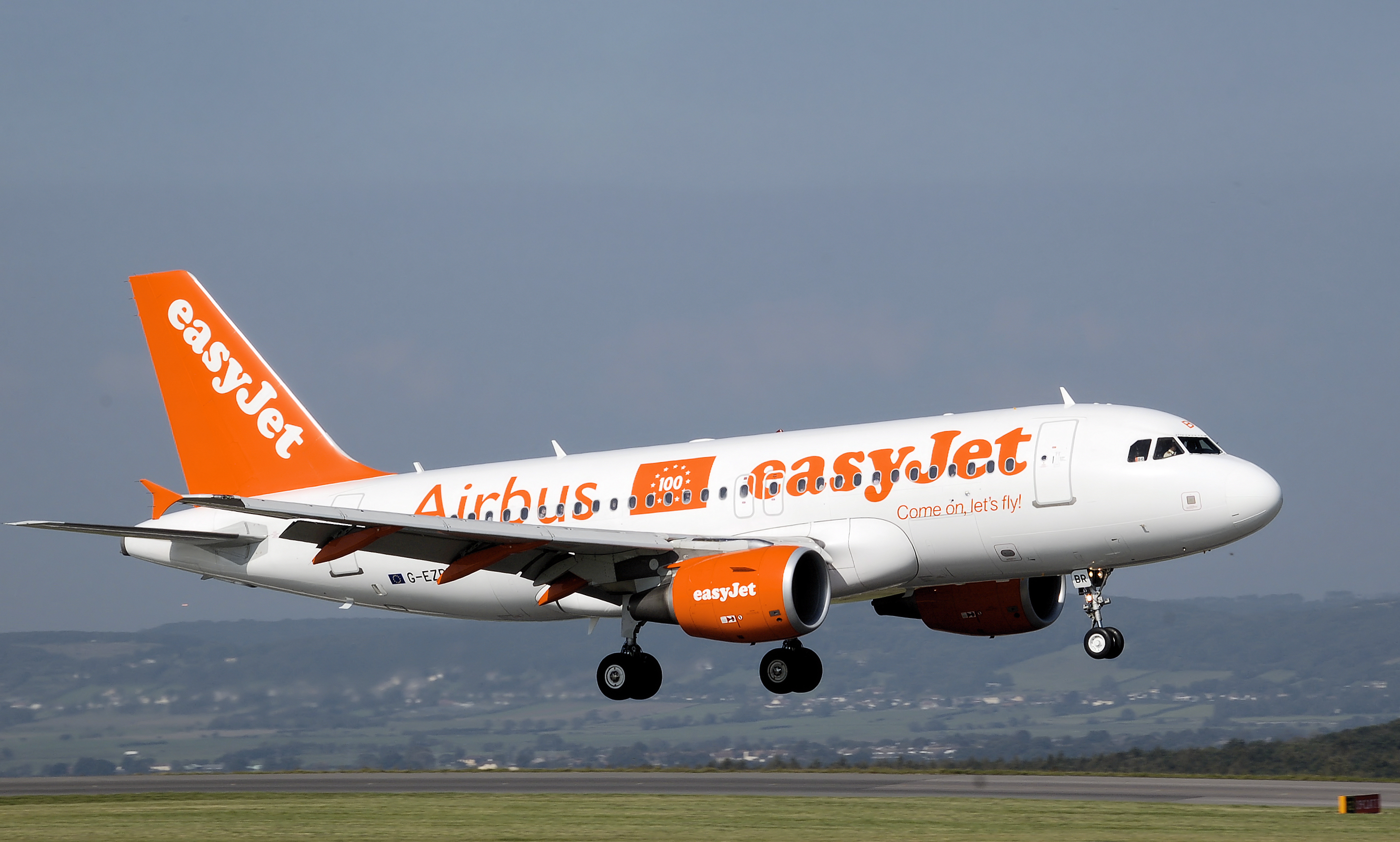
이지젯의 에어버스 A319-100
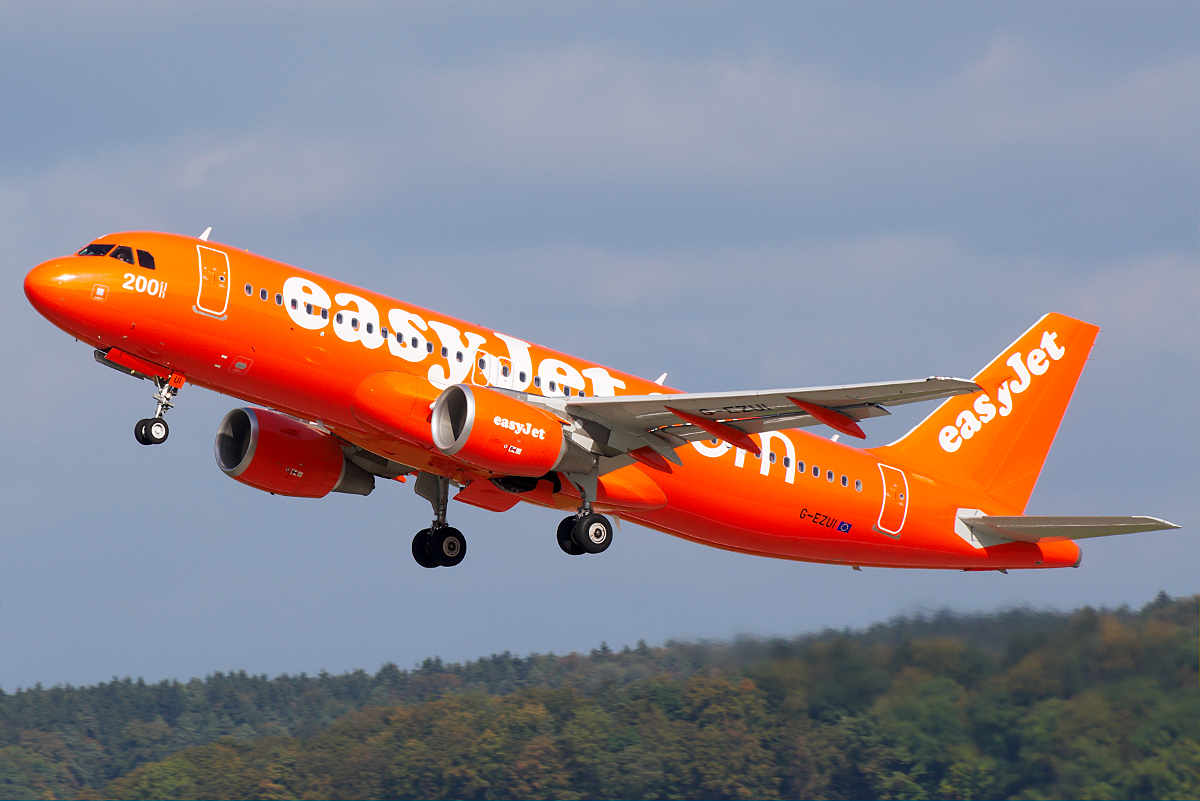
이지젯의 에어버스 A319-100